# Kapelle auf der Schlade (Calle)

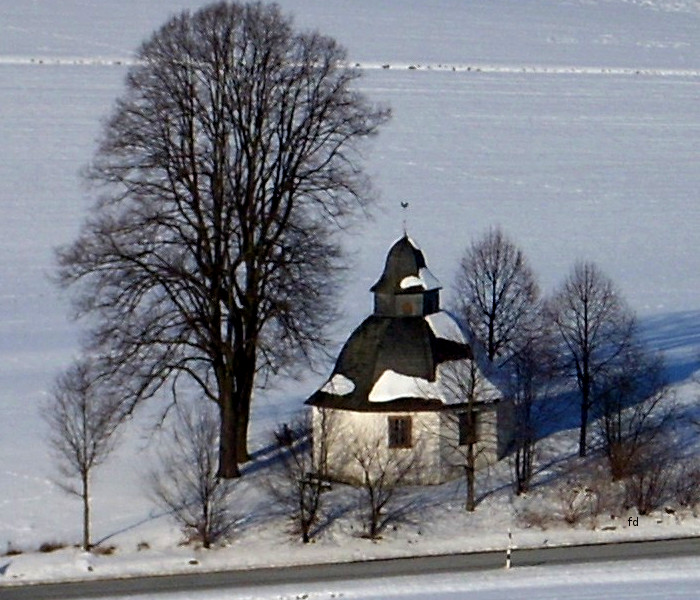
Kapelle auf der Schlade

Die römisch-katholische Kapelle Auf der Schlade ist ein denkmalgeschütztes Kirchengebäude in Calle, einem Ortsteil von Meschede im Hochsauerlandkreis (Nordrhein-Westfalen).

## Geschichte und Architektur
Die der Jungfrau Maria gewidmete Kapelle gehörte zur Gründungszeit wohl zum gräflichen Schloss Laer. Auf Grund einer Stiftung im Jahr 1779 durch den Fürstbischof Friedrich Wilhelm von Westphalen sollten jährlich vom Laerer Hausgeistlichen einige Messen zelebriert werden. Die Kapelle ist seit 1913 im Besitz der Pfarrgemeinde St. Severinus in Calle. Die Wände sind durch spitzbogige Fenster gegliedert. Nach starkem Verfall des Baues wurde 1993 umfangreich saniert und 1995 wieder eingeweiht. Es wurden im Rahmen der Altar-Restaurierung auch die 1971 gestohlenen drei Figuren ersetzt.
Der achteckige Bau aus Naturstein mit geschweiftem Schieferdach und dem geschlossenen Tambour mit Glockendachabschluss wurde mit einer sorgfältigen Dachkonstruktion im Stil des hessisch-sauerländischen Barock gebaut.

## Gemeinsamkeiten mit anderen Kirchengebäuden im Stadtgebiet Meschede
Ähnlich wie die Kapelle St. Lucia in Erflinghausen und die Kapelle zu den 14 Nothelfern in Remblinghausen, hat auch diese einen oktogonalen Grundriss, ist überdacht, verschiefert und ist mit einer barocken Haube mit Laterne bekrönt. Alle drei Kapellen liegen im Stadtgebiet von Meschede, vermutlich wurden sie unter der Leitung desselben Baumeisters errichtet.